# North Carolina Central Eagles

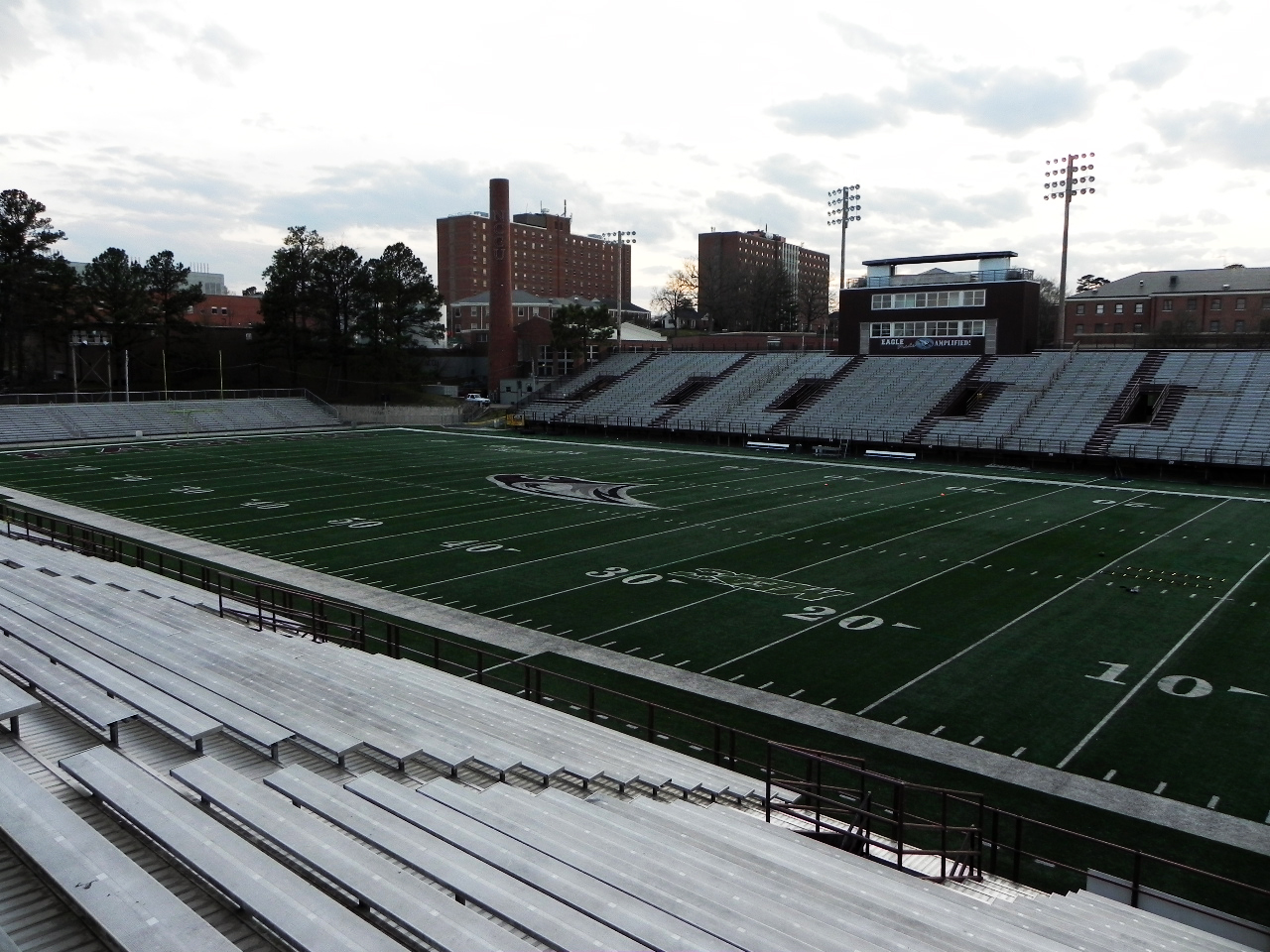
O'Kelly–Riddick Stadium

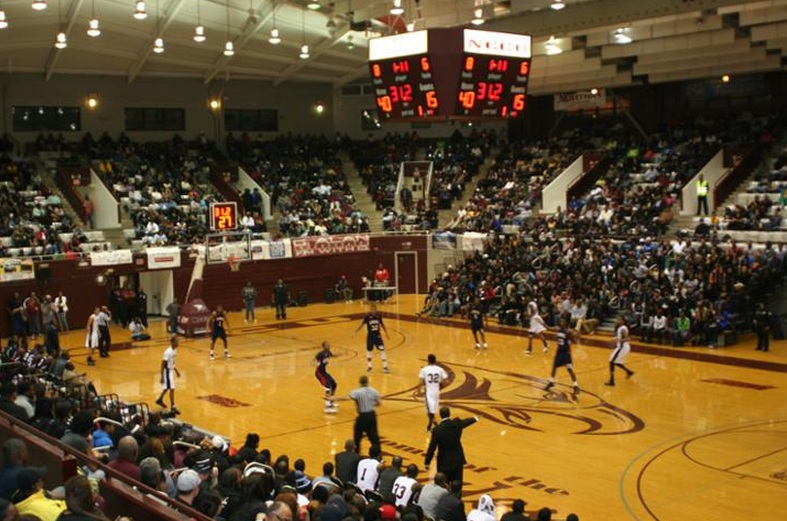
McLendon–McDougald Gymnasium

North Carolina Central Eagles, también conocidos como NCCU Eagles (español: las Águilas de North Carolina Central) es el nombre de los equipos deportivos de la Universidad Central de Carolina del Norte, situada en Durham, Carolina del Norte. Los equipos de los Eagles participan en las competiciones universitarias organizadas por la NCAA, y forman parte de la Mid-Eastern Athletic Conference.

## Apodo y mascota
El apodo de las águilas le fue dado por el fundador de la escuela, el Dr. James E. Shepard, que era también el presidente de la misma desde sus inicios en 1910 hasta 1947. Según la historia, al principio de cada año escolar, el Dr. Shepard reunía a los estudiantes dándoles un discurso de motivación, que siempre comenzaba con una explicación de por qué la mascota de la institución era un águila: "El águila no es un ave de corral normal y corriente", explicó el Dr. Shepard. "Mientras que un gorrión se aferra a su rebaño, un águila vuela en solitario."

## Programa deportivo
Los Eagles compiten en 7 deportes masculinos y en 7 femeninos:
| - Masculino - Baloncesto - Béisbol - Fútbol americano - Atletismo - Tenis - Cross - Golf | - Femenino - Cross - Baloncesto - Bowling - Softball - Voleibol - Atletismo - Tenis |

## Instalaciones deportivas
- McDougald-McLendon Gymnasium es el pabellón donde disputan sus partidos los equipos de baloncesto y voleibol. Tiene una capacidad para 3.056 espectadores, y fue inaugurado en 1950. Está nombrado en honor a John McLendon, que fue entrenador del equipo de baloncesto entre 1941 y 1952, y a Richard L. McDougald, líder estudiantil en los años que la universidad era solo para negros.[2]
- O'Kelly–Riddick Stadium es el estadio donde disputan sus encuentros el equipo de fútbol americano. Tiene una capacidad para 10.000 espectadores y fue inaugurado en 1975.[3]
- Durham Athletic Park es el estadio donde disputan sus encuentros el equipo de béisbol. Tiene una capacidad para 5.000 espectadores y fue inaugurado en 1926, sufriendo varias renovaciones posteriores.[4]